# 屈頂鱗䗩
屈頂鱗为裂螺科邊罅螺屬下的一个种。

## 分佈
見於台灣綠島及日本富山縣黑部市的黑部川河口。

## 外部連結
- 維基物種上的相關：屈頂鱗䗩